# José Acasuso
José Javier Acasuso, detto Chucho (Posadas, 20 ottobre 1982), è un ex tennista argentino.

## Caratteristiche tecniche
Destro. Specialista sulle superfici in terra, completo nei colpi da fondo campo, si adatta bene anche al cemento.

## Biografia
In carriera ha vinto i titoli di singolare a Sopot nel 2002, a Bucarest nel 2004 e Viña del Mar nel 2006, in doppio invece si è aggiudicato i tornei di Umago, Stoccarda, Bucarest e due volte Viña del Mar. Ha disputato inoltre altre otto finali in singolare e sei in doppio.
È stato un grande protagonista in Coppa Davis nel 2006, anno in cui l'Argentina è arrivata in finale.
Il 23 febbraio 2012 ha annunciato il proprio ritiro dall'attività agonistica.

## Statistiche

### Singolare

#### Vittorie (3)
| Legenda                           |
| Grande Slam (0)                   |
| Tennis Masters Cup (0)            |
| ATP Masters Series (0)            |
| ATP International Series Gold (0) |
| ATP International Series (3)      |

| N  | Data              | Torneo                      | Superficie  | Avversario in finale | Punteggio     |
| 1. | 22 luglio 2002    | Orange Prokom Open, Sopot   | Terra rossa | Franco Squillari     | 2–6, 6–1, 6–3 |
| 2. | 13 settembre 2004 | BCR Open Romania, Bucarest  | Terra rossa | Igor' Andreev        | 6–3, 6–0      |
| 3. | 30 gennaio 2006   | Movistar Open, Viña del Mar | Terra rossa | Nicolás Massú        | 6–4, 6–3      |

#### Finali perse (8)
| Legenda                           |
| Grande Slam (0)                   |
| Tennis Masters Cup (0)            |
| ATP Masters Series (0)            |
| ATP International Series Gold (1) |
| ATP International Series (7)      |

| N  | Data              | Torneo                                        | Superficie  | Avversario in finale | Punteggio                  |
| 1. | 26 febbraio 2001  | ATP Buenos Aires, Buenos Aires                | Terra rossa | Gustavo Kuerten      | 1-6, 3-6                   |
| 2. | 15 settembre 2002 | BCR Open Romania, Bucarest                    | Terra rossa | David Ferrer         | 3-6, 2-6                   |
| 3. | 15 settembre 2002 | Campionati Internazionali di Sicilia, Palermo | Terra rossa | Fernando González    | 7-5, 3-6, 1-6              |
| 4. | 15 agosto 2004    | Orange Prokom Open, Sopot                     | Terra rossa | Rafael Nadal         | 3-6, 4-6                   |
| 5. | 23 luglio 2006    | Mercedes Cup, Stoccarda                       | Terra rossa | David Ferrer         | 4-6, 6-3, 7–6(3), 5-7, 4-6 |
| 6. | 6 agosto 2007     | Orange Prokom Open, Sopot                     | Terra rossa | Tommy Robredo        | 5-7, 0-6                   |
| 7. | 24 febbraio 2008  | ATP Buenos Aires, Buenos Aires                | Terra rossa | David Nalbandian     | 6-3, 6(5)–7, 4-6           |
| 8. | 8 febbraio 2009   | Movistar Open, Viña del Mar                   | Terra rossa | Fernando González    | 1-6, 3-6                   |

### Tornei minori

#### Singolare

##### Vittorie
| Legenda        |
| Challenger (4) |
| Futures (2)    |

| N  | Data            | Torneo                                   | Superficie  | Avversario in finale | Punteggio     |
| 1. | 7 novembre 1999 | Argentina F4                             | Terra rossa | Rodrigo Cerdera      | 1-6, 6-2, 7-5 |
| 2. | 21 maggio 2000  | Argentina F5, Santa Fe                   | Terra rossa | Diego Hipperdinger   | 6-0, 6-4      |
| 3. | 22 aprile 2001  | Bermuda Open Challenger, Paget           | Terra verde | David Sánchez        | 7–6(4), 6-1   |
| 4. | 4 agosto 2002   | San Marino Open, San Marino              | Terra rossa | Albert Portas        | 3-6, 6-3, 6-2 |
| 5. | 2 maggio 2010   | Tunis Open, Tunisi                       | Terra rossa | Daniel Brands        | 6-3, 6-4      |
| 6. | 17 aprile 2011  | Aberto Santa Catarina De Tenis, Blumenau | Terra rossa | Marcelo Demoliner    | 6-2, 6-2      |

##### Finali perse
| Legenda        |
| Challenger (5) |
| Futures (2)    |

| N  | Data             | Torneo                                     | Superficie  | Avversario in finale | Punteggio        |
| 1. | 14 maggio 2000   | Argentina F4, Mendoza                      | Terra rossa | Sergio Roitman       | 6-1, 6(2)–7, 2-6 |
| 2. | 1º ottobre 2000  | Brazil F2, Florianópolis                   | Terra rossa | Diego Veronelli      | 2-6, 4-6         |
| 3. | 19 novembre 2000 | Montevideo Challenger, Montevideo          | Terra rossa | Guillermo Coria      | 3-6, 7–6(9), 2-6 |
| 4. | 16 giugno 2002   | Biella Challenger, Biella                  | Terra rossa | Dominik Hrbatý       | 4-6, 7–6(4), 4-6 |
| 5. | 23 giugno 2002   | Nord LB Open, Braunschweig                 | Terra rossa | David Sánchez        | 1-5, rit.        |
| 6. | 15 giugno 2003   | Biella Challenger, Biella                  | Terra rossa | Filippo Volandri     | 6-2, 6(4)–7, 4-6 |
| 7. | 21 ottobre 2007  | Andrezieux Challenger, Andrézieux-Bouthéon | Terra rossa | Thierry Ascione      | 6(6)–7, 2-6, 6-2 |

## Risultati in progressione
| V | F | SF | QF | #T | RR | Q# | A | Z# | PO | O | F-A | SF-B | ND |

(V) Torneo vinto; raggiunto (F) finale, (SF) semifinale, (QF) quarti di finale, (#T) turni 4, 3, 2, 1; (RR) round - robin; (Q#) Turno di qualificazione; (A) assente dal torneo; (Z#) Zona gruppo Coppa Davis/Fed Cup (con indicazione numero); (PO) play-off Coppa Davis o Fed Cup; vinto un (O) oro, (F-A) argento o (SF-B) bronzo ai Giochi Olimpici; (ND) torneo non disputato.

### Singolare
| Torneo                 | 2001 | 2002 | 2003 | 2004 | 2005 | 2006 | 2007 | 2008 | 2009 | Titoli | V-S   |
| Tornei del Grande Slam |      |      |      |      |      |      |      |      |      |        |       |
| Australian Open        | A    | 1T   | 2T   | 1T   | 1T   | 1T   | 1T   | 1T   | A    | 0 / 7  | 1-7   |
| Roland Garros          | 2T   | 1T   | 1T   | A    | 4T   | 2T   | 1T   | 2T   | 2T   | 0 / 8  | 7-8   |
| Wimbledon              | 1T   | 1T   | 1T   | 1T   | 1T   | A    | A    | A    | 1T   | 0 / 6  | 0-6   |
| US Open                | 1T   | 1T   | 1T   | 1T   | 2T   | 1T   | 2T   | 2T   | A    | 0 / 8  | 3-8   |
| Titoli                 | 0    | 0    | 0    | 0    | 0    | 0    | 0    | 0    | 0    | 0 / 29 | N/A   |
| Vittorie-Sconfitte     | 1–3  | 0–4  | 1–4  | 0–3  | 4–4  | 1–3  | 1–3  | 2–3  | 1–2  | N/A    | 11–29 |